# Barényi Béla
Barényi Béla (Osztrák-Magyar Monarchia, Hirtenberg, 1907. március 1. – Németország, Böblingen, 1997. május 30.) magyar származású osztrák mérnök, termékeny feltaláló, zsenialitását sokszor Edisonéhoz hasonlítják. Barényi kiemelkedő szerepet játszott az autógyártás és a járműbiztonság területén, az autótervezés biztonságtechnikája atyjának tekintik.
1925-ben részt vett minden idők egyik legnépszerűbb autója, a VW Bogár tervezésében.
Barényit, máig egyedüli magyarként, 1994-ben iktatták be az Automotive Hall of Fame-be, a halhatatlanok csarnokába mely a Detroit közeli Dearbornban található. 1999-ben jelölték a Car Engineer of the Century, Az évszázad autómérnöke díjra.
1997-ben halt meg a németországi Böblingenben. A Mercedes Barényi előtt tisztelgő fényképes sajtómegemlékezésének szövege így szólt: "A világon senki sem foglalkozott annyit az autók biztonságossá tételével, mint ez az ember." Barényi találmányainak gazdag relikviáit egykori szülőföldje fővárosában, Bécsben, a Technisches Museumra hagyta.

## Életpályája
Barényi Bécs mellett, Hirtenbergben született. Apja, Barényi Jenő (1866–1917) magyar katonatiszt, a pozsonyi katonai akadémia tanára, anyja Maria Keller, egy gazdag osztrák gyáros leánya volt. Az I. világháború előtt a Keller család a Monarchia leggazdagabbjai közé tartozott. 1917-ben azonban Barényi édesapja elesett a fronton, az 1918-at követő években nagyapja elszegényedett.  Barényi baleseteket elemezve felismeri az alkatrészek, például a merev kormányoszlop veszélyét ütközéskor. 1924-ben Bécsben gépészmérnök-technikumi tanulmányokat folytat, majd 1926-ban vizsgamunkaként hathengeres és 3600 percenkénti fordulatnál 50 lóerős teljesítményű motort épít: ebben az évben végzett a bécsi műszaki főiskolán, ezt követően különböző osztrák autógyárakban, a Steyerben, majd az Austro-Daimlernél, később az Adlernél folytatta pályafutását. Erősen foglalkoztatta az olcsó népautó gondolata. Tervezett is egyet, munkáját 1929-ben közzétette, de nem szabadalmaztatta.
A központi csővázas és léghűtéses boxermotoros jármű tervét „érkező Volkswagenként“ mutatja be 1934-es címlapján a Motor-Kritik újság. Ebben az évben  a frankfurti Adlerwerke-nél dolgozik majd a GETEFO (Műszaki Fejlesztési Társaság)  munkatársa lesz, ahol a szilentblokk rezgéscsillapítók fejlesztésén dolgozik. 1935 októberében a GETEFO Párizsba küldi, ahol 1936-ban a Société de Progrès Technique (SOPROTEC) munkatársa lesz.
A Ferdinand Porsche által 1936-ban bemutatott Volkswagen Bogár konstrukciója nagyon hasonlított Barényi terveihez, aki emellett erősen bírálta a "Bogár" merev, ütközéskor életveszélyes kormányszerkezetét is. A személyét ért támadások miatt végül pert indított, amit 1955-ben nyert meg. A Daimler-Benz mérnökeként (1939–1972) kidolgozta az autók passzív biztonságvédelmének elvét, valamint számos konkrét, azóta is megkerülhetetlen elemét, mint a gyűrődési zóna, a nem deformálódó utastér, a teleszkópszerűen benyomódó kormányoszlop. Több mint 2500 találmánya volt. Az 1940-es években ő vezette be a biztonsági törésteszteket is az autógyártásba.

## A passzív biztonság elmélete
Barényi Béla a passzív biztonság fejlesztéséhez nem csak gyakorlati tevékenységével járult hozzá. A mérnök az autógyártásban ma is használatos biztonságtechnikai szakkifejezések megalkotásában is jeleskedett: először a Luigi Locati nevével fémjelzett "aktív biztonság" és "passzív biztonság" fogalmakhoz nyúlt vissza és ezeket a "preventív biztonság" fogalommal egészítette ki. Ezeket a főfogalmakat részegységekre bontotta, mint menetbiztonság, kondíciós biztonság, külső biztonság és belső biztonság.
1966-ban Barényi végül a Mercedes-Benz fejlesztési igazgatójával, Hans Scherenberggel megalkotta az aktív és passzív biztonság mai napig is érvényes felosztását. Ezen definíció alapján az aktív biztonsághoz tartozik a menet-, kondíciós- és kezelési biztonság, tehát minden, ami a balesetet elkerülő, biztonságos vezetéshez kapcsolódik. A jármű passzív biztonsága ezzel szemben – alcsoportjai a belső és külső biztonság – a járműben utazók és a közlekedésben résztvevők biztonságát, valamint az ütközés következményeit foglalja magában.
A Mercedes-Benz azóta és továbbra is Barényi elméleti és gyakorlati felismeréseire épít. Az "integrált biztonság" fogalma, mint a folyamatos fejlődés kimagasló eredménye, az aktív és passzív biztonság aktuális megoldásait köti össze a PRO-SAFE™-biztonsági filozófiával.

## Úttörő fejlesztések
A második világháború idején már gyűrődőzónát, biztonsági kormányoszlopot és nyugalmi állapotban rejtett ablaktörlőt felvonultató tanulmányokon dolgozott.
Az első szériagyártásban is megjelent ötlete az 1953-as W120-as "Ponton" padlólemeze volt, amely oldalütközés esetén nagyobb védelmet garantált. Eközben nagy erőkkel dolgozott a biztonsági utascella véglegesítésén is, amelyet 1952-ben sikerült szabadalmaztatnia. A W111 "Heckflosse" generációval jelent meg 1959-ben a biztonsági utascella sorozatgyártásban. A "trükk" az volt, hogy a hossztartók az utascella alatt egyenesen futottak, míg a jármű elején és hátulján íveltek voltak, így elvezették az ütközési energia egy részét. Ebben debütált a kormányütközőlap és a deformálódó kormányoszlop is. Előbbi egy rugalmas felület volt a kormánykeréken, ezzel igyekeztek elkerülni a lándzsaként az utastérbe hatoló merev kormányoszlop okozta sérüléseket. Barényi részekre bontotta a kormányoszlopot, de nem teleszkóposan, mert véleménye szerint az csak ideális esetben csuklik össze, oldalirányú erőkkel szemben nem ér semmit. Ezért elfordulásbiztos, enyhén hajló tengelycsöveket épített be, amelyek több irányba is elmozdulhattak ütközés esetén.
Sőt, 1959-ben az ő vezetésével már törésteszteket végeztek Sindelfingenben. Kezdetben kábelen futott az autó, amelyet gőzrakéta gyorsított. A borulás vizsgálatához dugóhúzórámpát használtak, és mivel nem léteztek még tesztbábuk, ezért a mérnökök maguk ültek az autókba. A valós tesztek elemzése vezetett a részleges átfedéses ütköztetéshez és a deformálódó akadályok alkalmazásához.
Természetesen a fejlesztések Barényi Béla 1972-es nyugdíjba vonulása után sem álltak le, Sindelfingenben ma is évente körülbelül 500 töréstesztet végeznek. A jövő az elektronikus rendszereké, amelyek már a baleset bekövetkezése előtt, annak megelőzésére vagy enyhítésére működésbe lépnek. Azonban ma már mindezt könnyedén tesztelhetik számítógépek segítségével és a valóságban is.
1997-ben, kilencvenéves korában elhunyt Barényi Béla mérnöki zsenialitása abban rejlett, hogy gyűrődőzóna-elméletét húsz évvel azelőtt dolgozta ki, hogy lehetősége lett volna megvizsgálni az igazát.

## A passzív biztonsági eszközök története (Mercedes-Benz)
- 1939: Barényi Béla és Karl Wilfert oldalütközéshez kapcsolódó birodalmi szabadalma.
- 1947: Összecsukódó biztonsági kormányoszlop (Barényi Béla).
- 1951: A gyűrődőzóna szabadalma (Barényi Béla).
- 1957: A kétpontos deréköv bemutatása – melyről később kiderült, hogy életveszélyes.
- 1957: Az első autó 4 tárcsafékkel 300 SL.
- 1959: Első gyűrődőzónával konstruált autók – 220 S, 220 SE.
- 1959: Folyamatosan rendeznek töréstesztet a gyár melletti tesztpályán.
- 1963: A 220 S típusban megjelenik a kétkörös hidraulikus fékrendszer.
- 1968: Biztonsági fejtámla (Barényi Béla hathatós közreműködésével).
- 1969: Mérföldkő a biztonságkutatás területén, megalakul a balesetkutatási részleg.
- 1970: Újabb mérföldkő 1., a blokkolásgátló, az ABS kifejlesztése, folyamatos kísérletek.
- 1971: Újabb mérföldkő 2., légzsák szabadalma.
- 1974: Első részátfedéssel végrehajtott törésteszt.
- 1979: Az elsőszériás ABS bemutatása.
- 1980: Vezetőoldali légzsák és az övfeszítő rendelhető.
- 1984: Az összes Mercedesben széria az övfeszítő az első üléseken.
- 1987: Légzsák az anyósülésen ülő részére is.

## Díjai, elismerései
- Más kitüntetései mellett megkapta a szakmájában legtekintélyesebb elismerést, a Rudolf Diesel aranyérmet, valamint az aacheni Nemzetközi Károly-díjat.

## Emlékezete
Emlékére utcát neveztek el Sindelfingenben (Baden-Württemberg) és Kecskeméten. Továbbá Zalazone tesztpályához vezető utat és a pécsi déli ipari park egyik utcáját is róla nevezték el. Szintén utca őrzi emlékét Terracina városában, Olaszországban, ahol sok nyarat töltött el.